# Пљувачка
Пљувачка (лат. saliva) представља производ секреције пљувачних жлезда. Она има бројне значајне улоге, а представља сложену мешавину воде, јона, ензима, гликопротеина, протеогликана, имуноглобулина, бактерицидних и других супстанци.

## Састав
Утврђено је да састав пљувачке варира у односу на доба дана, врсту хране (односно надражаја) и количину излученог сока. У састав пљувачке улазе:
- вода (98-99,9%)
- електролити
  - натријум 2-21 
  - калијум 10-36 mmol/l
  - калцијум 1,2—2,8 mmol/l
  - магнезијум 0,08—0,5 mmol/l
  - хлориди 5-40 mmol/l
  - бикарбонати 25 
  - фосфати 1,4—39
- мукус (састављен од мукополисахарида и гликопротеина)
- антибактеријске супстанце (тиоцианат, водоник-пероксид, имуноглобулин А)
- ензими (активне материје):
  - птијалин(α-амилаза) који разлаже скроб и гликоген преко низа интермедијарних продуката (декстрина) до простијих шећера (малтоза, малтотриоза и α-гранични декстрини). Он најбоље делује у неутралној или слабокиселој средини, каква влада у устима. Међутим, пошто се храна кратко задржава у усној дупљи, он наставља да делује и у лумену желуца све док не буде неутралисан киселим желудачним соком.
  - лингвална липаза која делује на масти (триглицериде кратких и средње дугих ланаца). Према неким ауторима њој се приписује 30% укупне хидролизе (разлагања) масти у дигестивном тракту. Луче је Ебнерове жлезде смештене на језику.
  - протеазе, пептидазе и малтазе у малим количинама
- ћелије
- опиорфин, новооткривени аналгетик пронађен у пљувачки.

## Општа својства
| ОПШТА СВОЈСТВА ПЉУВАЧКЕ |               |
| Количина                | 800 – 1500    |
| Изглед                  | опалесцентна  |
| Боја                    | нема          |
| Мирис                   | неутралан     |
| pH вредност             | 5,45 – 7,80   |
| Специфична тежина       | 1,002 – 1,009 |

### Улоге
Осим ензимске активности пљувачка има и друге значајне физиолошке улоге:
- одржавање влажности, подмазивање и физиолошко чишћење усне дупље,
- квашење и растварање хране,
- формирање залогаја,
- олакшавање фонације и покрета језика,
- бактериостатско и бактерицидно деловање,
- превенција каријеса зуба
- екскреторна функција (излучивање јода, алкалоида, вируса, супстанци из крви) и др.

Пљувачка игра значајну улогу у одржавању физиолошког стања усне шупљине и почетног дела дигестивног тракта. Заштитни ефекат на слузницу се остварује захваљујући присуству гликопротеина и мукоидних продуката које луче велике и мале пљувачне жлезде. Они штите слузницу од потенцијално канцерогених чинилаца као што су пушење и разна хемијска средства, а спречавају и сушење усне дупље у току дисања на уста. Осим тога, пљувачка садржи бројне компоненте које посебно или у комбинацији играју улогу баријере против инвазије бактерија, вируса и других патогених микроорганизама. Променом количине и састава пљувачке стварају се услови за развој различитих облика инфекције усне шупљине, жлезда, ждрела и целокупног организма.

### Лучење
У нормалним условима се у сваком тренутку (осим током спавања) лучи око 0,5 ml/min пљувачке. Ово даје дневну количину од 800-1500 ml излученог сока. На лучење пре свега делују парасимпатичка нервна влакна која полазе из саливаторног једра. Осим тога, разне чулне сензације (поготово кисела храна) могу да изазову обилно лучење пљувачке. На ове центре могу утицати импулси из виших хијерархијских структура нервног система. Још један битан фактор који утиче на лучење је проток крви у жлездама потребан за адекватну нутрицију и секрецију.
Током осам сати сна излучи се свега око 10 ml пљувачке. Од дневно излучене количине око 23% потиче од паротидних, 65% од подвиличних, 4% од подјезичних и око 8% од свих малих пљувачних жлезда.
Појачано лучење среће се код Паркинсонове болести, у трудноћи и код тровања живом.